# Eugène Jacob de Cordemoy
Eugène Jacob de Cordemoy (13 de julio de 1835 - 25 de abril de 1911) fue un médico, botánico y pteridólogo francés, originario de la isla de La Réunion. Se interesó en particular en las orquídeas, siguiendo los trabajos de Charles Frappier.
Fue el autor de la Flore de l'île de la Réunion, aparecida en 1895.

## Algunas publicaciones
- 1876. Rapport de la commission chargée d'étudier la catastrophe du Grand-Sablé, à Salazie. Rapporteur Dr Jacob de Cordemoy. Ed. Impr. de G. Lahuppe. 28 pp.

### Libros
- 1891. Flore de l'île de la Réunion. Fascicule I. Cryptogames vasculaires fougères, lycopodes, sélaginelles. Ed. Impr. de la Vérité. 110 pp.
- 1895. Flore de l'île de la Réunion phanérogames, cryptogames vasculaires, muscinées, avec l'indication des propriétés économiques et industrielles des plantes. Ed. P. Klincksieck. 574 pp.
- La abreviatura «Cordem.» se emplea para indicar a Eugène Jacob de Cordemoy como autoridad en la descripción y clasificación científica de los vegetales.[1]